# Кабат, Михаил Ильич
Михаил Ильич Кабат (род. 30 апреля 2004, Москва) — российский хоккеист, нападающий.

## Биография
Занимался в московских школах ЦСКА (2012—2015) и «Динамо» (2015—2021). Перед сезоном 2021/22 перешёл в клуб ВХЛ «Буран» Воронеж, провёл четыре матча за «Буран» и 42 за ХК «Россошь» в НМХЛ. В следующем сезоне сыграл 45 матчей за «Буран» и 11 — за «Протон» Нововоронеж в НМХЛ. В июле 2023 года перешёл в СКА. Единственный матч в сезоне 2023/24 КХЛ провёл 1 декабря в гостях против «Автомобилиста» (2:3Б).